# Mordechaj Nurok
Mordechaj Nurok (hebr. מרדכי נורוק, łot. Mordehajs Nuroks, ros. Мордехай Нурок, ang. Mordechai Nurock) (ur. 7 listopada 1884 w Tukumie, zm. 8 listopada 1962 w Tel Awiwie) – łotewski i izraelski polityk i rabin, wieloletni parlamentarzysta Łotwy i Izraela, minister poczty Izraela (1952).

## Życiorys
Urodził się w żydowskiej rodzinie w Tukums, na terenie ówczesnego Imperium Rosyjskiego. Jego ojciec był rabinem.
Edukację pobierał w Rosji, Niemczech i Szwajcarii. Obronił doktorat z dziedziny filozofii.

### Imperium Rosyjskie
W 1903 roku był jednym z delegatów na VI kongres syjonistyczny w Bazylei. W latach 1913–1915 sprawował śladem ojca posługę rabinacką w Mitawie. W 1915 roku ewakuowany w głąb Rosji, wszedł w skład komitetu uchodźców żydowskich.

### Łotwa
W 1919 roku reprezentował Żydów łotewskich na międzynarodowej konferencji pokojowej w Paryżu. Dwa lata później ostatecznie powrócił na Łotwę. Był wybierany posłem I, II, III i IV kadencji (1922, 1925, 1928, 1931). Był jednym z założycieli Światowego Kongresu Żydów.

### II wojna światowa
W 1941 roku Sowieci zesłali go do Turkmenistanu, jednak po czternastu miesiącach został zwolniony. Jego rodzina została zamordowana w Rydze podczas Holocaustu.
W 1945 roku opuścił ZSRR, udał się do Norwegii i Stanów Zjednoczonych

### Izrael
W 1947 osiadł Palestynie. W 1949 roku wybrano go posłem do pierwszego Knesetu. Mandat zdobywał jeszcze w 1951, 1955, 1959 i 1961 roku.
W 1952 roku objął na dwa miesiące urząd ministra poczty. W tym samym roku bez powodzenia kandydował na urząd prezydenta państwa.
Był członkiem Zjednoczonego Frontu Religijnego (1949–1951), Mizrachi (1951–1955), Narodowej Partii Religijnej (1955–1962).
Zmarł 8 listopada 1962 podczas sprawowania po raz piąty mandatu członka Knesetu. Mandat objął po nim Szalom-Awraham Szaki. Został pochowany na cmentarzu na osiedlu Sanhedria w Jerozolimie.